# Алпразолам

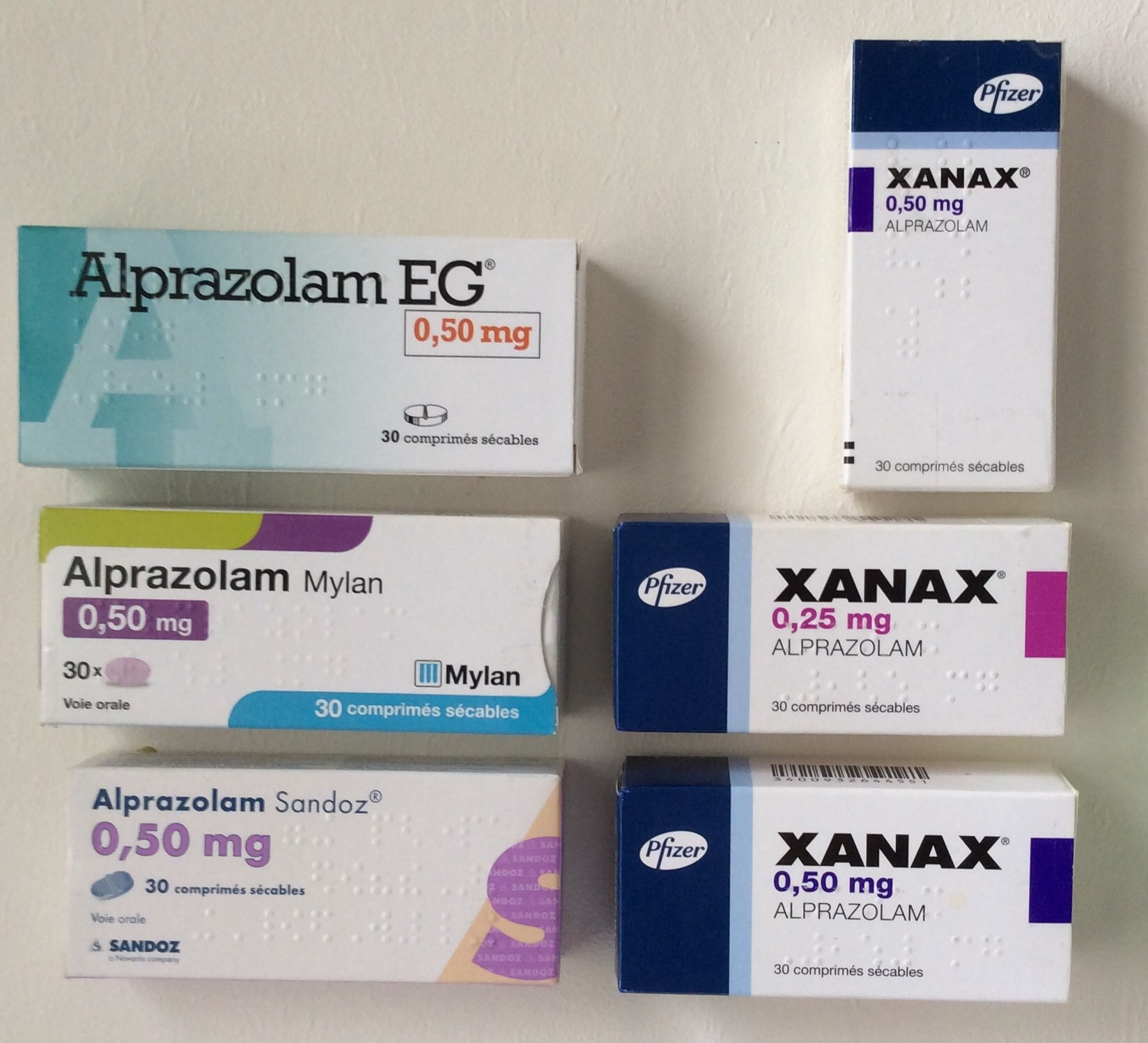
Различные упаковки алпразолама, продающиеся во Франции; справа оригинальный препарат компании Pfizer; слева различные виды дженериков.

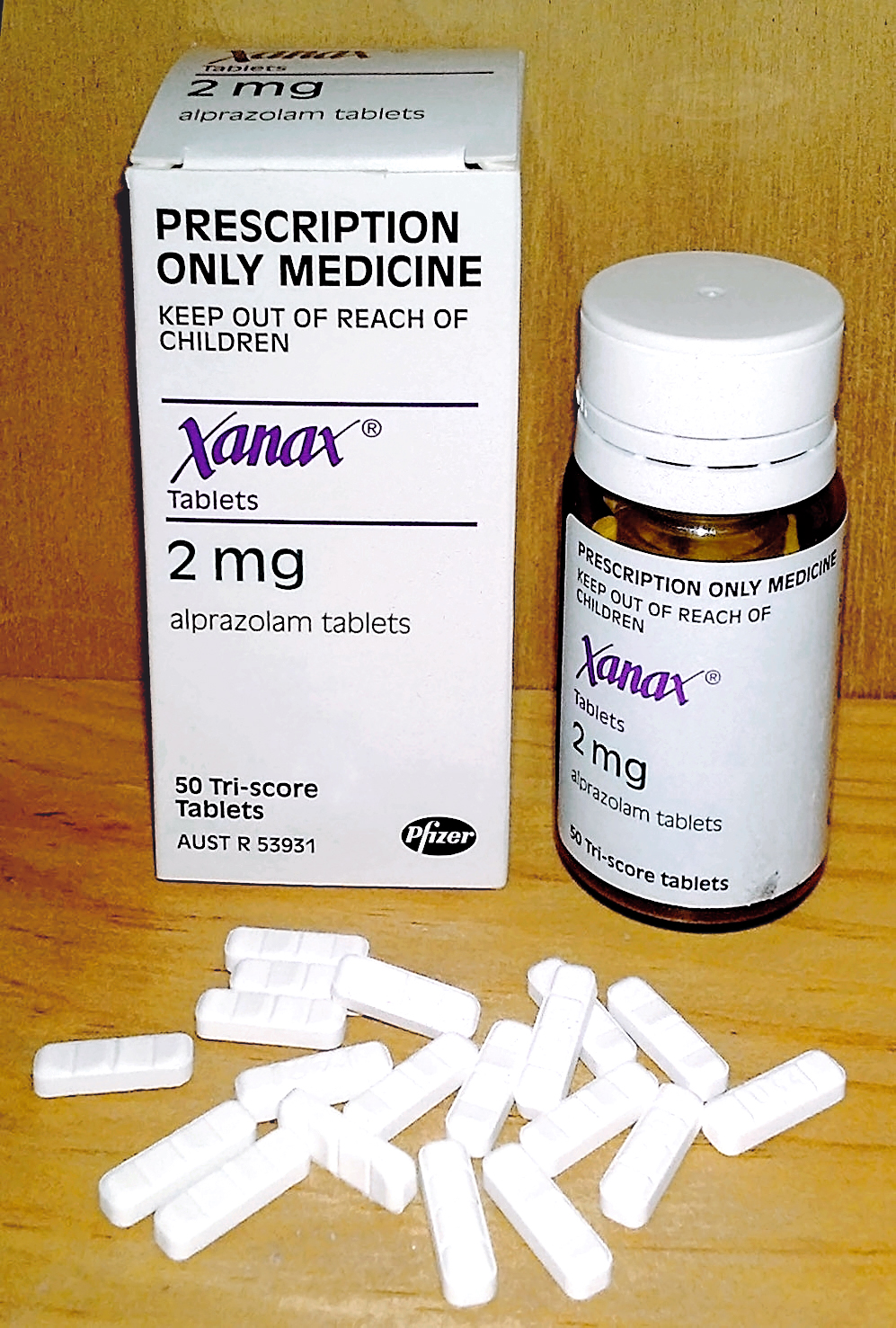
Стандартная упаковка алпразолама.

Алпразола́м — лекарственное средство, анксиолитик (противотревожное средство), производное бензодиазепина средней продолжительности действия, которое используется для лечения панических расстройств, тревожных неврозов, таких как тревожное расстройство или социофобия.
По химическому строению алпразолам близок к триазоламу, отличается отсутствием атома Cl при фениле в положении 6. У алпразолама менее выражен снотворный эффект. Применяется преимущественно для кратковременного снятия чувства беспокойства, страха.

## История
Первые соединения триазолобензодиазепиновой структуры были синтезированы в конце 1960-х годов коллективом специалистов компании Upjohn (США), однако до момента появления на рынке транквилизаторов из группы триазолобензодиазепинов прошло не менее 10 лет. Алпразолам, появившийся в продаже с 1981 года, является[где?] самым назначаемым психофармакологическим препаратом.

## Фармакокинетика
Абсорбция после приёма внутрь быстрая и полная. TCmax — 1-2 ч. Связь с белками плазмы — 80 %. Может проходить через плаценту, гемато-энцефалический барьер, проникать в грудное молоко. Css в плазме обычно достигается в течение нескольких (2-3) дней. Метаболизируется в печени до малоактивных или неактивных метаболитов. В метаболизме препарата участвуют изоферменты CYP3A4, CYP3A5 и CYP3A7. T1/2 — 11-16 ч. Выводится преимущественно почками в виде соединений с глюкуроновой кислотой. Накопление при повторном назначении — минимальное (относится к бензодиазепинам со средним T1/2), выведение после прекращения лечения — быстрое.

## Показания
Тревожные состояния и неврозы с тревогой, напряжением, беспокойством, раздражительностью, ухудшением сна, соматическими нарушениями. Панические расстройства (лечение). Тремор (старческий, эссенциальный). Бессонница.

## Противопоказания
Гиперчувствительность, кома, шок, миастения, закрытоугольная глаукома (острый приступ или предрасположенность), острые отравления алкоголем (с ослаблением жизненно важных функций), наркотическими анальгетиками, снотворными и психоактивными лекарственными средствами; тяжёлая ХОБЛ (прогрессирование степени дыхательной недостаточности), острая дыхательная недостаточность; тяжёлая депрессия (могут проявляться суицидальные наклонности); беременность (особенно I триместр), период лактации, возраст до 18 лет (безопасность и эффективность не определены).

### C осторожностью
Печеночная недостаточность, хроническая почечная недостаточность, церебральные и спинальные атаксии, лекарственная зависимость в анамнезе, склонность к злоупотреблению психоактивными лекарственными средствами, гиперкинезы, органические заболевания головного мозга, психоз (возможны парадоксальные реакции), гипопротеинемия, ночные апноэ (установленное или предполагаемое), пожилой возраст.

## Побочные эффекты

Побочные эффекты от алпразолама

### Со стороны нервной системы
В начале лечения (особенно у пожилых больных) — сонливость, чувство усталости, головокружение, снижение способности к концентрации внимания, атаксия, дезориентация, замедление психических и двигательных реакций; редко — головная боль, эйфория, депрессия, тремор, снижение памяти, нарушения координации движений, подавленность настроения, спутанность сознания, дистонические экстрапирамидные реакции (неконтролируемые движения, в том числе глаз), слабость, миастения, дизартрия; крайне редко — парадоксальные реакции (агрессивные вспышки, спутанность сознания, психомоторное возбуждение, страх, суицидальная наклонность, мышечный спазм, галлюцинации, возбуждение, раздражительность, тревожность, бессонница).

### Со стороны органов кроветворения
Лейкопения, нейтропения, агранулоцитоз (озноб, гипертермия, боль в горле, чрезмерная утомляемость или слабость), анемия, тромбоцитопения.

### Со стороны пищеварительной системы
Сухость во рту или слюнотечение, изжога, тошнота, рвота, снижение аппетита, запоры или диарея; нарушение функции печени, повышение активности «печеночных» трансаминаз и ЩФ, желтуха.

### Со стороны мочеполовой системы
Недержание мочи, задержка мочи, нарушение функции почек, снижение или повышение либидо, дисменорея.

### Аллергические реакции
Кожная сыпь, зуд, обострение псориаза.

### Влияние на плод
Тератогенность (особенно I триместр), угнетение центральной нервной системы, нарушение дыхания и подавление сосательного рефлекса у новорождённых, матери которых применяли препарат.

### Прочие
Привыкание, лекарственная зависимость; снижение артериального давления; редко — нарушение зрения (диплопия), снижение массы тела, тахикардия. При резком снижении дозы или прекращении приёма — синдром отмены (раздражительность, нервозность, нарушения сна, дисфория, спазм гладких мышц внутренних органов и скелетной мускулатуры, деперсонализация, усиление потоотделения, депрессия, тошнота, рвота, тремор, расстройства восприятия, в том числе гиперакузия, парестезии, светобоязнь; тахикардия, судороги, редко — острый психоз).

### Передозировка

#### Симптомы (приём более чем 15 мг)
Употребление более чем тройной максимальной суточной дозы препарата грозит невероятно сильным психомоторным возбуждением и усилением побочных эффектов: неустойчивость походки, сонливость, чувство усталости, головокружение, снижение способности к концентрации внимания, атаксия, дезориентация, слабость, миастения, дизартрия, спутанность сознания, суицидальная наклонность, мышечный спазм, галлюцинации, возбуждение, раздражительность, тревожность, бессонница.
В случаях употребления больным этанола, иных бензодиазепинов, нейролептиков отмечается повышенный шанс впасть в кому. Смерть, как правило, наступает после употребления более 40 мг препарата.

## Особые указания
В процессе лечения алпразоламом больным категорически запрещается употребление этанола. Эффективность и безопасность применения препарата у пациентов моложе 18 лет не установлена. При почечной/печеночной недостаточности и длительном лечении необходим контроль за картиной периферической крови и «печеночными» ферментами. Пациенты, не принимавшие ранее психоактивные лекарственные средства, «отвечают» на препарат в более низких дозах по сравнению с больными, принимавшими антидепрессанты, анксиолитики или страдающими алкоголизмом. При эндогенных депрессиях алпразолам можно применять в комбинации с антидепрессантами. При применении алпразолама больными депрессией отмечены случаи развития гипоманиакального и маниакального состояния. Подобно другим бензодиазепинам, алпразолам обладает способностью вызывать лекарственную зависимость при длительном приёме в больших дозах (более 4 мг/сут). При внезапном прекращении приёма алпразолама может отмечаться синдром «отмены» (депрессии, раздражительность, бессонница, повышенное потоотделение и др.), особенно при длительном приёме (более 8-12 нед). При возникновении у больных таких необычных реакций, как повышенная агрессивность, острые состояния возбуждения, чувство страха, мысли о самоубийстве, галлюцинации, усиление мышечных судорог, трудное засыпание, поверхностный сон, лечение следует прекратить.
В период беременности применяют только в исключительных случаях и только по «жизненным» показаниям. Оказывает токсическое действие на плод и увеличивает риск развития врождённых пороков при применении в I триместре беременности. Приём терапевтических доз в более поздние сроки беременности может вызвать угнетение центральной нервной системы новорождённого. Постоянное применение во время беременности может приводить к физической зависимости с развитием синдрома «отмены» у новорождённого. Дети, особенно в младшем возрасте, очень чувствительны к угнетающему центральную нервную систему действию бензодиазепинов. Использование непосредственно перед родами или во время родов может вызывать у новорождённого угнетение дыхания, снижение мышечного тонуса, гипотонию, гипотермию и слабый акт сосания (синдром «вялого ребёнка»). В период лечения необходимо соблюдать осторожность при вождении автотранспорта и занятии другими потенциально опасными видами деятельности, требующими повышенной концентрации внимания и быстроты психомоторных реакций.

## Взаимодействие
Алпразолам нельзя применять совместно с другими анксиолитиками:239. Отмечается взаимное усиление эффекта при одновременном назначении антипсихотических (нейролептических), противоэпилептических или снотворных лекарственных средств, а также центральных миорелаксантов, наркотических анальгетиков, этанола и лекарственных средств для общей анестезии. При совместном применении с имипрамином повышается концентрация имипрамина в плазме крови:239. Ингибиторы микросомального окисления ферментов печени повышают, а индукторы снижают концентрацию алпразолама в плазме (возможно изменение эффективности алпразолама). Алпразолам может усиливать выраженность снижения артериального давления на фоне гипотензивных лекарственных средств. При одновременном назначении с клозапином возможно усиление угнетения дыхания. Снижает эффективность леводопы у больных паркинсонизмом. Может повышать токсичность зидовудина.

## Отмена
Алпразолам заменяют бензодиазепинами или барбитуратами длительного действия и снижают их дозу на протяжении 7-10 суток: 7 суток — при непродолжительном злоупотреблении низкими дозами, 10 — при продолжительном злоупотреблении высокими дозами. Абстинентный синдром при отмене алпразолама часто сопровождается эпилептическими припадками, поэтому его желательно заменять фенобарбиталом.

## Правовой статус
В Российской Федерации входит в Список III. Список психотропных веществ, оборот которых в РФ ограничен и в отношении которых допускается исключение некоторых мер контроля в соответствии с законодательством РФ и международными договорами РФ. Препарат отпускается по рецепту бланка 148-1/у-88.
В Соединённых Штатах алпразолам является лекарством, отпускаемым по рецепту, и Управлением по борьбе с наркотиками отнесён к Списку IV Закона о контролируемых веществах.
Согласно британской системе классификации злоупотребления наркотиками, бензодиазепины являются препаратами класса C (Приложение 4), ввиду чего в Великобритании алпразолам недоступен в ГСЗ и может быть получен только по частному рецепту.
В Ирландии алпразолам является лекарством, включённым в список 4.
В Швеции алпразолам является отпускаемым по рецепту лекарственным средством в Списке IV (Список 4) в соответствии с Законом о наркотических средствах (1968 г.).
В Нидерландах алпразолам является веществом Списка 2 Закона об опиуме и доступен по рецепту.
В Германии алпразолам можно назначать обычно в дозах до 1 мг. Более высокие дозы назначаются как препараты Anlage III и требуют специальной формы рецепта.
В Австралии алпразолам изначально был препаратом, включённым в список 4 (только по рецепту); однако по состоянию на февраль 2014 года он стал лекарственным средством Списка 8, что предъявляет к нему более строгие требования.
На Филиппинах алпразолам юридически классифицируется как «опасное лекарственное средство» в соответствии с Законом о комплексных опасных наркотических средствах 2002 года, наряду с другими лекарственными средствами, перечисленными в перечне в Конвенции о психотропных веществах 1971 года. Для ввоза опасных наркотиков, включая алпразолам, требуется разрешение Филиппинского агентства по борьбе с наркотиками.

### Условия провоза за границу
В ряде стран мира категорически запрещён провоз алпразолама за границу из-за наркотической активности данного препарата, даже при наличии справки от врача-психиатра. На человека, провезшего алпразолам через границу, могут быть наложены санкции от пожизненного запрета на въезд в страну до возбуждения уголовных дел в связи с контрабандой наркотиков.

## Условия отпуска из аптек
Алпразолам отпускается строго по рецепту врача-психиатра.